# アレクサンドラ・クタス
アレクサンドラ・クタス(Alexandra Kutas、1993年11月5日 - )は、世界初の車椅子のランウェイモデル 、ウクライナ初の障害者ファッションモデル 、Dnipro市市長のアクセシブル都市開発アドバイザー。

## 略歴

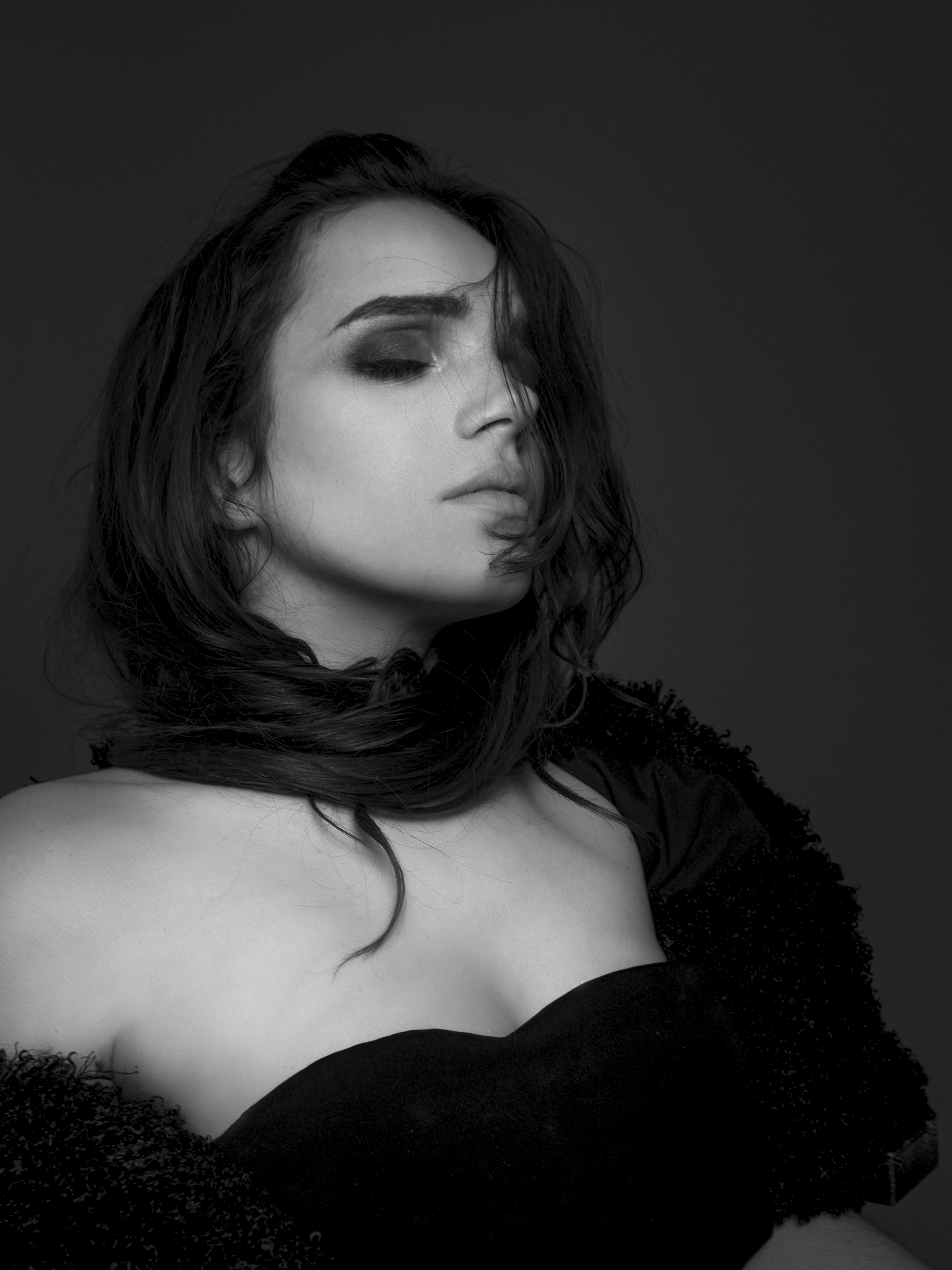
ファッションビデオの撮影

### 幼児期
Alexandra Kutasは、Dniproで生誕した。出産時の医療事故 により、脊髄損傷を負い、幼い時期から車椅子の使用を余儀なくされた。14際の時、ジャーナリズムを専門とする高等学校に入学し、数多くのウクライナな著名人やイベントを取材する。2009年に、ユニセフのコンテストで、最高の若手ジャーナリストとして選ばれ、ニューヨークで賞を受賞した。高等学校を卒業後、Dnipropetrovsk国立大学で心理学を専攻した。大学を卒業後、障害者モデルを活用したアレキサンダー・マックイーンに影響を受けて、モデルとしてキャリアを始める。

### キャリア

#### 「Break Your Chains」展
2015年、写真家のAndrei Sarymsakovと協力し、障害者を縛る固定観念という「鎖を壊す」ことをテーマとした「Break Your Chains」 という写真展をモデルとして参加し、米国のハフィントンポストなどから注目を集める。

#### "VIY" ランウェイ

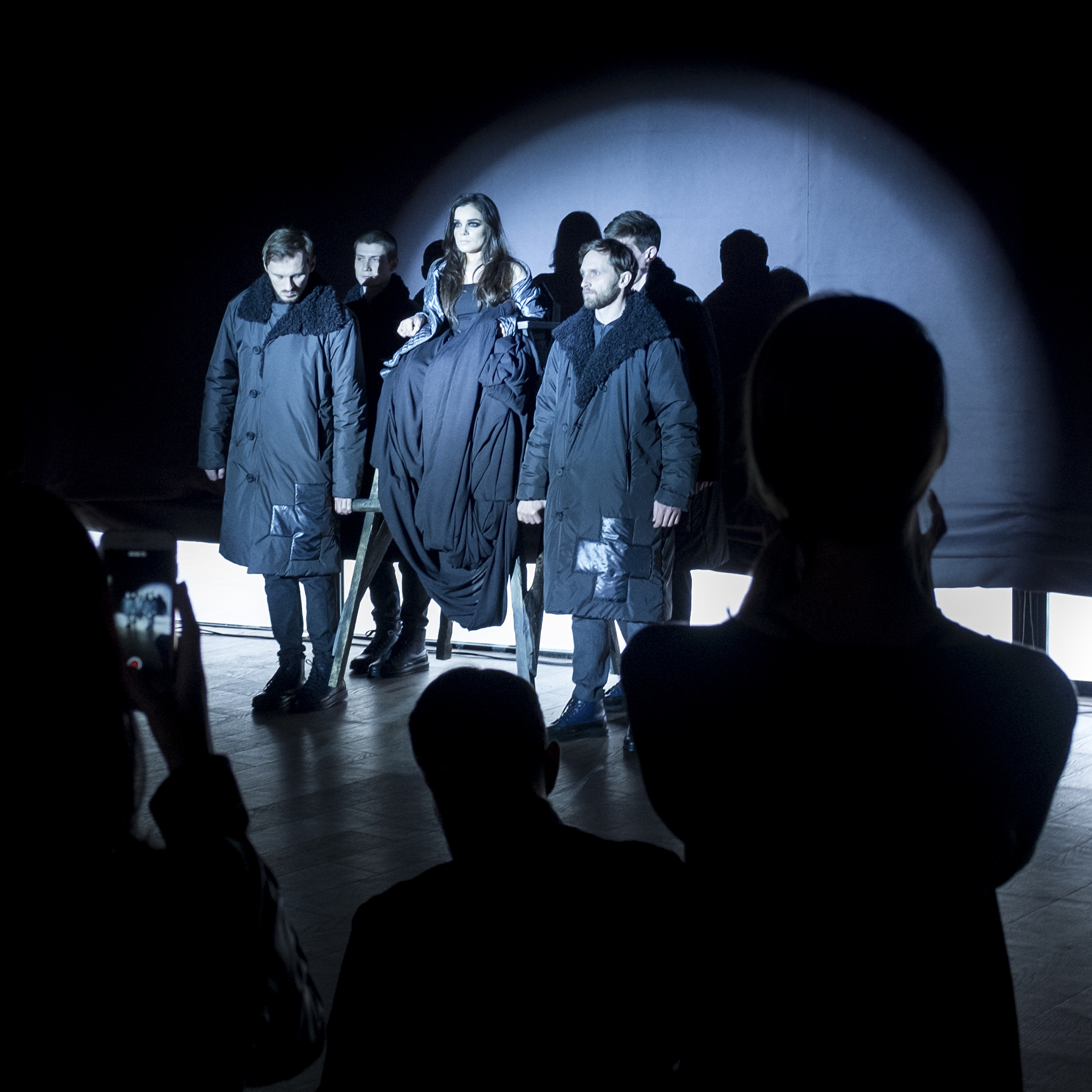
Fedor Vozianov のショー

2016年、Kutasは、ウクライナのファッションデザイナーFedor Vazianovと協力し、Kutasを中心とした新しいコレクションの発表を行った。ショーの準備期間中、Kutasは100以上の取材に対応した。
2017年1月末、障害を抱えるモデルを取り入れた世界初のファッションビデオの制作指揮を始め、同年2月3日に秋冬コレクション「Viy」を開催した。同ファッションショーは、50以上の国で取り上げられ、Daily Mail、Vogue、El Mundoなどの大手メディアも報じた。

#### Runway of Dreams
2017年6月、Tommy Hilfigerと共同で、ニューヨークで開催するファッションショー「Runway for Dreams」にモデルとして参加した。
また、ニューヨーク滞在中に、オンラインVogueウクライナ版で、モデルとして写真撮影に参加した。

#### モデル事務所Strawberrifoxとの契約
2017年8月、デリーのモデル事務所Strawberrifoxと契約を結んだ。海外から障害を持つモデルがインドのファッション市場で働いたのは、これが初めてだ。 

#### Top 30 Under 30 Award
2017年12月3日、ウクライナの新聞社、キエフポストの「トップ30アンダー30」賞をモデルとして初めて受賞した。